# League of Legends
League of Legends (znana tudi po kratici LoL) je videoigra tipa MOBA (Večigralska spletna bojna arena). Razvil jo je studio Riot Games, primarno za Microsoft Windows. Napovedana je bila 7. oktobra 2008, nato je od 10. aprila 2009 do 22. oktobra 2009 delovala kot zaprta beta. Dokončno je izšla 27. oktobra 2009. Igra ima svoj YouTube portal, kjer obveščajo o novostih in spremembah v igri. Ima več kot 67 milijonov igralcev oz. več kot 1 % svetovnega prebivalstva (podatki 10. oktobra 2014). Leta 2011 je prejela nagrado Zlati igralni plošček (ena izmed najprestižnejših nagrad za igre) za najboljšo brezplačno igro leta 2011.

## Splošno o League of Legends
Na začetku igre se izbere način igranja, ki je lahko trije proti trem ali petih proti petim. Nato sledi izbor ekipe, kjer lahko igralec povabi prijatelje ali igra sam. Če izbere, da bo igral sam, mu sistem najde igralce, ki bodo v njegovi ekipi. Ko sta obe ekipi polni, sledi izbor herojev  in določanje barve (modra ali vijolična ekipa). Heroji so liki, ki jih lahko igralec izbere in z njimi igra. Do 30. decembra 2011 je bilo predstavljenih 90 herojev. Heroji se delijo na magične in fizične. Heroji se tedensko menjujejo in je vedno na voljo 10 herojev. Heroje pa lahko igralec kupi (s tem so mu vedno na voljo) s pomočjo vplivnih točk ali udarnih točk. UTje igralec dobiva v igrah, količina pa je odvisna od tipa igre, časa igranja in izida igre (zmaga ali poraz). Medtem ko lahko igralec UTje kupi z resničnim denarjem (evri).
Igra poteka v tako imenovanih Poljih pravice (kartah). Na začetku sta bili dve karti (Klicateljeva razpoka in Zavita drevesna linija) in klasičen način igre, nato so 26. septembra 2011 dodali novo karto imenovano Kristalna brazgotina. S karto Kristalna brazgotina so dodali še nov igralni način, ki se imenuje gosposki način.
Na začetku se igralec pojavi na platformi, kjer se nahaja tudi prodajalna. Vsak član ekipe začne s  500 cekini pri klasičnem načinu igre in s 1375 pri gosposkem načinu. Skozi vso igro igralec dobiva cekine na določen interval časa, dodatne zlatnike pa si lahko pridobi z ubijanjem podložnikov, prvakov in nevtralnih pošasti. Podložniki so mali NIO-JI (neigralčeve osebe), ki se pojavljajo na 30 sekund v Neksusu (glavna stavba, ko je uničena se igra konča) in pomagajo v bitki. Nevtralne pošasti so v džungli. Nekatere nevtralne pošasti nosijo dodatno povečanje, ki ga lahko igralec dobi, če ubije to pošast. Dodatna povečanja so hitrejša regeneracija magične energije, močnejši napad, hitrejše premikanje, dodatna magična energija, dodatno življenje (ŽT), dodatna regeneracija življenja (ŽT okrevanje). Dodatna povečanja nevtralnih pošasti so poimenovana Blagoslov kuščarja starešine (rdeče povečanje), Grb starodavnega glinastega človeka (modro povečanje), Vzvišanje z baronom Našorjem (baronovo povečanje v klicateljevi razpoki) in Grb stiskajočega besa (zmajevo povečanje v zviti gozdni liniji). Vsak igralec začne igro pri nivoju 1 in lahko skozi igro doseže maksimalen nivo 18. Pri vsakem nivoju si lahko nadgradi eno izmed 4 zmožnosti prvaka (prvakova zmožnost).

## Način igre

### Klasičen
Pri klasičnem načinu lahko izberemo mapo klicateljevo razpoko ali zavito drevesno linijo. Pri prvi karti je igra pet proti petim, pri drugi pa trije proti trem. Pri klasičnem načinu je potrebno po poti priti preko sovražnikovih stolpov  do Neksusa. Stolpi so postavljeni po vsaki poti, prav tako pa so na vsaki poti podložnikov in prvaki, ki poskušajo zaščititi svoje stolpe in uničiti sovražnikove. Pri igri pet proti petim je normalna postavitev 2 zgoraj, 1 na sredini in 2 spodaj, lahko pa 1 zgoraj, 1 na sredini, 2 spodaj in 1 v džungli. Pri treh proti trem pa 1 zgoraj, 2 spodaj ali 1 zgoraj, 1 spodaj in 1 v džungli.
Vsak član ekipe začne s 500 zlatimi cekini. Pri tem stilu igre je najpomembnejše kmetovanje (ubijanje čim več podložnikov), saj s tem dobimo večino cekinov. Ko ekipa po poti pride preko prvega stolpa, začne napadati drugi stolp in nato še tretji stolp, nakar mora uničiti inhibitor. Če ima vijolična ekipa uničen inhibitor, modra ekipa začne pojavljati Super podložnike (veliko močnejši podložniki). Ko je inhibitor uničen mora ekipa uničiti še Neksusove stolpe in nato sam Neksus. Ko je Neksus uničen, je igre konec in zmaga ekipa, ki je uničila Neksus sovražne ekipe. Ekipa se lahko tekom igre tudi preda, tako da volijo predajo. Če se večina ekipe strinja, se preda in zmaga nasprotna ekipa. Čas trajanja igre je med dvajsetimi in petdesetimi minutami.

### Gosposki način oz Dominion
Gosposki, se od klasičnega načina razlikuje po tem, da ni inhibitorjev in Neksusa, vendar je na karti 5 točk za zavzemanje, ki jih je potrebno zavzeti. Za lažje sporazumevanje med igralci ima vsaka točka za zavzemanje svoje ime. Z zavzemanjem teh točk ekipa zbija življenje druge ekipe in ko je življenje ekipe na 0, ekipa zgubi. Vsaka ekipa začne na svoji strani in ima 500 življenja in vsak član ekipe po 1375 zlatnikov.
Pri tem stilu igre kmetovanje ni tako pomembno, bolj pomembno je zavzemanje točk, saj s tem ekipa pridobi veliko zlatnikov. Ko se igra začne se ekipi napotita do najbližjih točk za zavzemanje. Ob teh točkah so paketi zdravja, ki prvaku povrnejo del magične in življenjske energije. Na sredini mape pa je Višja zapuščina (glavno povečanje). Na karti so tri točke, ki ti povečajo hitrost premikanja, če greš preko njih. Če imata ekipi enako točk za zavzemanje se življenje nobeni od ekip ne odšteva, če pa ima modra ekipa več točk potem se življenje odšteva vijolični ekipi. Hitrost odštevanja življenja je odvisna od tega, koli točk več ima nasprotna ekipa. Pri gosposkem načinu igre se lahko ekipa preda, tako kot pri klasičnem načinu igre. Čas trajanja igre je med petnajstimi in petindvajsetimi minutami.

## Dodatni elementi igre

### Trgovina
Trgovina je mesto kjer lahko igralec kupi različne stvari z VTji ali UTji. Stvari, ki jih lahko kupi, so napisane spodaj. Te trgovine se ne sme zamenjevati s trgovino v sami igri (prodajalne).

### Mojstrske točke
Mojstrske točke, so točke, ki jih dobiva igralec pri napredovanju profila. Igralčev profil napreduje od 1 do 30, pri čemer vsako stopnjo dobi 1 mojstrsko točko. Mojstrske točke se nato na straneh mojstrskih točk postavijo na določeno dodatno sposobnost. Strani mojstrskih točk so razdeljene na napadalni, obrambni in pomožni odsek. S postavitvijo mojstrskih točk igralec dobi določene dodatke.

### Rune
Rune so nekakšni artefakti, ki jih lahko igralec postavi na runine strani, preden začne z igro. S pomočjo run igralec dobi dodatne sposobnosti v sami igri. Rune je mogoče kupiti z VTji v trgovini. Obstajajo 4 vrste run (znamenje, glif, žig in Kvint-esenca). Igralec lahko ima po 9 run iz vsake vrste run, le Kvint-esence ima lahko le 3 (tri).

### Preobleke
Preobleke (Kože) spremenijo izgled herojev. Vsak heroj ima nekakšen osnovni izgled, za drugačen izgled pa je potrebno kupiti preobleko. Preobleka samo spremeni videz heroja in ne vpliva na igralnost in druge atribute heroja. Preobleke je možno kupiti samo s pravim denarjem -  Evri . Preobleke so na 3 dnevni razprodaji za posameznega heroja 50%

### Povečanja
Povečanja lahko igralec kupi v trgovini (Store). Povečanja igralcu povečajo dobljene VTje ali izkušnje (IPje) za 100% (na igro). Lahko trajajo časovno (1 dan, 7 dni) ali na zmage (4 zmage, 10 zmag).

### Skupki
Skupki so nekakšne vreče, katere lahko igralec kupi in dobi različne heroje, heroja in njegove preobleke ali več runinih strani. Možno jih je kupiti samo s pravim denarjem (Evri).

## Tribunal

### Prijava nespoštljivih igralcev
Igralce ki ne sledijo Klicateljevemu kodeksu, lahko po končani igri prijaviš (Report). Klicatlejev kodeks je zbirka pravil obnašanja v igri. Ta pravila prepovedujejo žaljivke, kletvice, rasistične šale in vzdevke in uničenje igralnosti. Uničenje igralnosti je vse, kar drugim igralcem uniči igro. To so lahko igralci, ki zapustijo igro (SOT - stran od tipkovnice ali zapustitev igre (ang. AFK - Away from keyboard)), igralci ki ne komunicirajo s skupino in "kradejo povečanja" ali pa igralci, ki pustijo da jih sovražnik ubije in s tem dobi denar.

### Glasovanje na Tribunalu
Vsak igralec, ki so ga večkrat prijavili za kršenje katerega od zgoraj naštetih pravil, gre na glasovanje. Glasujejo lahko vsi izkušeni igralci in na podlagi govora (komunikacije v igri) in nekaj statistike lahko izkušen igralec glasuje ali bo igralca kaznoval ali se ga usmilil. Na podlagi teh glasovanj nato uslužbenci Udara izvedejo določene akcije. Igralec, ki glasuje, ima na volju tudi gumb preskoči, v primeru, da ne razume jezika v katerem se je pisalo v govoru, ali pa se preprosto ne more odločiti. S tem primerom preskoči in dobi novi primer. Igralci, ki glasujejo, dobijo za pravilno glasovanje (kot je glasovala večina) nekaj VT-ja kot zahvalo za pomoč ekipi Udara.

## Sistemske zahteve
Minimalne sistemske zahteve
- 1,3 GB prostora na trdem disku
- 2 GHz procesor
- Windows XP ali novejše
- 1 GB RAM
- Vsaka grafična s podporo DirectX 9.0

Priporočene sistemske zahteve
- 1,3 GB prostora na trdem disku
- Windows XP ali novejše
- 3 GHz procesor ali več
- 1 GB RAM
- GeForce 8800 ali boljša grafična kartica